# Adjoul-Adjoul
Adjel Adjoul ou Adjoul-Adjoul Ben Abdelhafid (arabe : عاجل عجول, en berbère : ⵄⴵⵍ ⵄⴵⵓⵍ), né à Kimmel situé près d’Arris dans les Aurès en 1922 et mort en 1993, est un des responsables de la Wilaya I lors de la guerre d'Algérie. 

## Biographie
Adjel-Adjoul est le fils d’un propriétaire de terres labourables et de forêts qui passe pour être un des plus riches des Aurès. De tous les hommes de sa famille, il est le seul à avoir fait son service militaire. Il ne parle pas alors le français, n’ayant jamais été qu’à l’école coranique.
À l’instar de nombreux jeunes algériens, Adjel Adjoul accomplit son service militaire en 1943.

## Parcours militant
En 1948, il est chargé  de l’approvisionnement en armement au sein de OS. Il adhère au Parti du peuple algérien - Mouvement pour le triomphe des libertés démocratiques en 1948 et fait de Kimmel un douar acquis largement aux idées du nationalisme. En août 1951, à la suite de la découverte de l’OS, Adjel-Adjoul s’enfuit à Constantine et reprend ses activités politiques en 1953 sous la direction de Bachir Chihani, alors responsable régional.
Il suit la position de Mostefa Ben Boulaïd et assiste au congrès des centralistes le 15 août 1954 à Alger où il prône la lutte armée. Il rejoint le « groupe des 22 » et participe à l’insurrection du 1er novembre 1954 comme adjoint à Benboulaïd (Zone I de l’ALN, région Aurès-Sud) aux côtés de Bachir Chihani et Abbas Laghrour.
À la capture de Mostefa Ben Boulaïd, il sera adjoint de Bachir Chihani et superviseur général de la région Est des Aurès, il mènera de rudes batailles. Son nom sera étroitement lié à l'entreprise de grandes décisions, notamment la création du journal de propagande (Algérie Libre), l'annexion des Nememcha et l'incitation du Nord Constantinois à se soulever. Il prend part à la Bataille d'El-Djorf, Il a fait l'objet d'une tentative d'assassinat; traqué et blessé, il se rend le 1er novembre 1956 à l'Armée française. Il ne sera ni jugé, ni également condamné et Abbas Laghrour refusera de porter un jugement. Il est libéré après l’indépendance en 1967 de la prison de Lambèse. Il s'installe à Batna où il meurt en 1993.